# Révolutionnaire
Pour les articles homonymes, voir Révolutionnaire (homonymie).

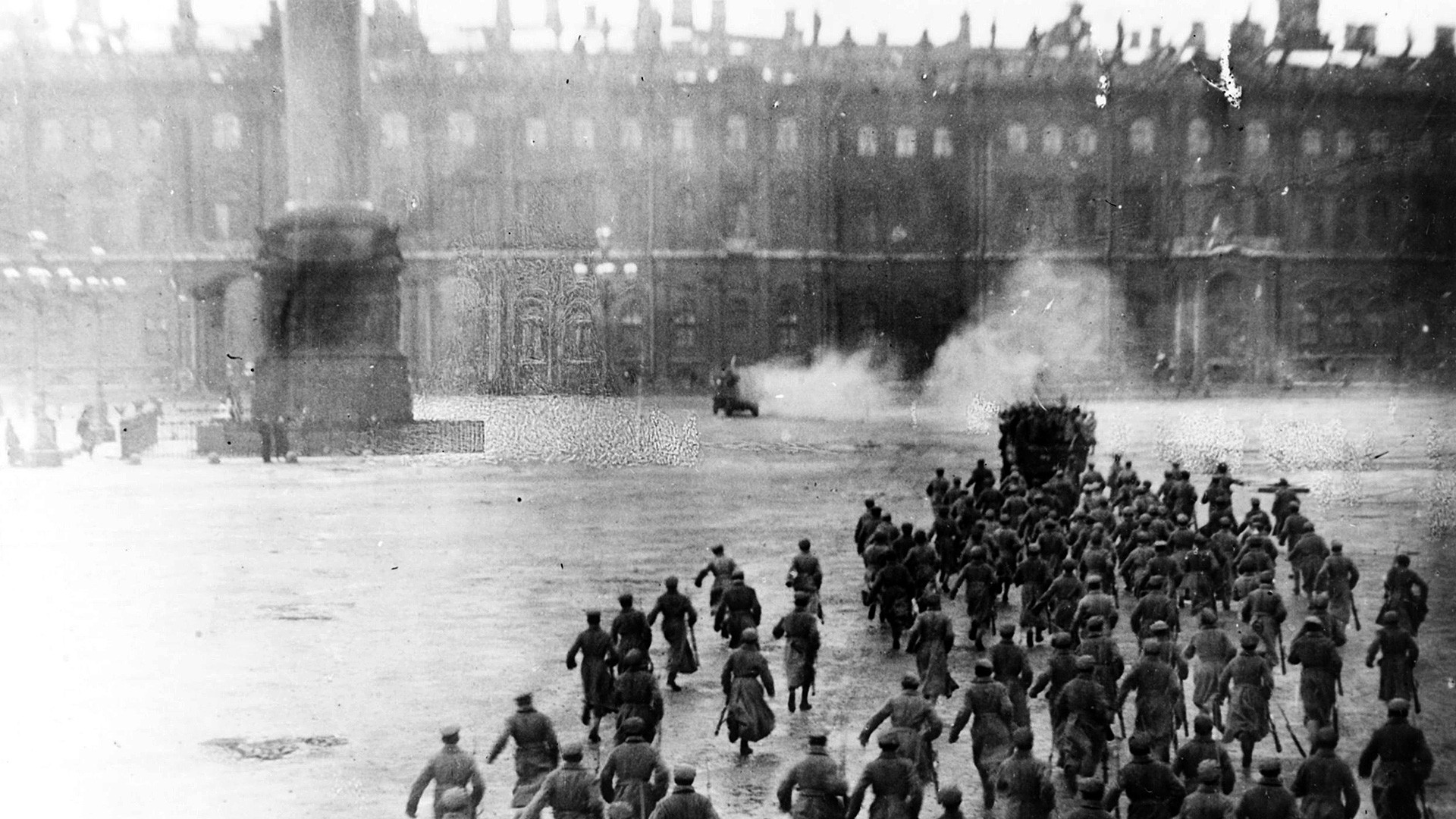
Extrait du film Octobre de 1927. Prise du Palais d'hiver à Petrograd par des marins bolcheviques de la Baltique, un épisode de la révolution russe de 1917. À l'origine : L'Assaut du Palais d'Hiver 1920.

Un révolutionnaire est une personne qui s'engage à mener à bien une révolution politique ou sociale. En termes de méthodologie, il est le contraire des réformistes qui visent un changement social progressif et modéré. Ce terme a généralement une connotation positive, une même personne peut être qualifiée négativement de terroriste par les conservateurs et les opposants. La désignation négative de cette opposition est contre-révolutionnaire ou réactionnaire.

## Révolution et idéologie
Cette section devrait être déplacée dans l'article Révolution.
Pour plus d’informations, se reporter en page de discussion. (août 2023)
Selon le sociologue James Chowning Davies, les révolutionnaires politiques peuvent être classés de deux manières :
- Selon les objectifs de la révolution qu'ils proposent. En général, ces objectifs s'inscrivent dans le cadre d'une certaine idéologie. En théorie, chaque idéologie pourrait générer son propre type de révolutionnaires. En pratique, la plupart des révolutionnaires politiques peuvent êtres d'idéologies diverses comme des anarchistes, des communistes, des socialistes, des syndicalistes, des nationalistes ou des islamistes.
- Selon les méthodes qu'ils proposent d'utiliser. Les révolutionnaires se divisent ainsi en deux grands groupes : Ceux qui prônent une révolution violente et ceux qui sont pacifistes.

### Anarchisme
L'anarchiste révolutionnaire Sergey Nechayev a affirmé dans le Catéchisme du révolutionnaire : « Le révolutionnaire est un homme condamné. Il n'a pas d'intérêts privés, pas d'affaires, de sentiments, de liens, de propriété ni même de nom propre. Tout son être est dévoré par un seul but, une seule pensée, une seule passion - la révolution. Cœur et âme, non seulement en paroles mais en actes, il a rompu tout lien avec l'ordre social et avec l'ensemble du monde civilisé, avec les lois, les bonnes manières, les conventions et la moralité de ce monde. Il en est l'ennemi impitoyable et ne l'habite plus que dans le seul but de le détruire,. »

### Marxisme-léninisme
Selon Che Guevara, « le vrai révolutionnaire est guidé par un grand sentiment d'amour. Il est impossible de penser à un vrai révolutionnaire dépourvu de cette qualité » Selon l'Archive internet des marxistes, un révolutionnaire « amplifie les différences et les conflits causés par les avancées technologiques dans la société. Les révolutionnaires provoquent des différences et rassemblent violemment les contradictions au sein d'une société, renversant le gouvernement par la montée au pouvoir de la classe qu'ils représentent. Après avoir détruit l'ordre ancien, les révolutionnaires aident à construire un nouveau gouvernement qui adhère aux relations sociales émergentes qui ont été rendues possibles par les forces productives avancées ».